# Suda
Suda (Σουδα eller Suidas) er middelalderligt, byzantinsk (græsk) leksikon. Navnet stammer fra latin og betyder "fort". Det handler om Middelhavslande i antikken og indeholder omkring 30.000 artikler og mange tegninger fra antikke kilder, som siden er gået tabt.
Under indførslen Adam giver forfatteren en kort, kronologisk oversigt over verden og afslutter med Kejser Johannes Tzimiskes' død i 975, hvilket giver en ide om årstallet for værkets tilblivelse.
Det indeholder også talrige citater af Aristofanes, Homer, Sofokles og Thukydid.
Værket har også bibelske artikler, hvilket tyder på at forfatteren er kristen.
Suda blev udgivet kritisk af den danske klassiske filolog Ada Adler (Leipzig, 1928–1938). En Internet-udgave heraf er tilgængelig med oversættelser og kommentarer.